# Relluna
Relluna is een geslacht van vlinders uit de familie van de Houtboorders (Cossidae). De wetenschappelijke naam en de beschrijving van dit geslacht werden voor het eerst in 1990 gepubliceerd door Johan Willem Schoorl.
Dit geslacht is monotypisch, dat wil zeggen dat het maar één soort heeft namelijk Relluna nurella (Swinhoe, 1894) uit het Oriëntaals gebied.